# 科利亞金
50°44′10″N 32°57′42″E / 50.73611°N 32.96167°E
科利亞金（烏克蘭語：Колядин），是烏克蘭北部的村莊，隸屬切爾尼希夫州的普里盧基區。該村面積5.04平方公里，海拔高度146米，2001年人口37，人口密度每平方公里7.34人。